# Авијатик D.II
Авијатик D.II је немачки ловачки авион. Авион је први пут полетео 1916. године. 

Због слабих летних особина израђен је само један прототип.
Највећа брзина авиона при хоризонталном лету је износила 150 km/h.
Распон крила авиона је био 8,84 метара, а дужина трупа 6,82 метара. Био је наоружан са два предња митраљеза калибра 7,92 милиметара Максим.

## Наоружање
| Наоружање авиона: Авијатик     |            |
| Ватрено (стрељачко) наоружање  |            |
| Топ                            |            |
| Митраљез                       |            |
| Број и ознака митраљеза        | 2 x Максим |
| Калибар                        | 7,92       |
| Бомбардерско наоружање (бомбе) |            |
| Ракетно наоружање (ракете)     |            |

## Земље које су користиле авион
- Аустроугарска